# Leonilson
José Leonilson Bezerra Dias, född 1 mars 1957 i Fortaleza i Brasilien, död 28 maj 1993 i São Paulo, var en brasiliansk målare, tecknare, textilkonstnär och skulptör. Som konstnär blev han känd som Leonilson. Hans tidiga verk på 1980-talet hade en samhällskritisk tendens men hans konst utvecklades till att handla allt mer om personliga och existentiella frågor, särskilt sedan han 1991 diagnosticerats med aids. Sjukdomen tog hans liv 1993.

## Biografi
José Leonilson Bezerra Dias föddes 1957 i Fortaleza i nordöstra Brasilien, där fadern var en välbeställd textilhandlare. Från 1961 och till sin död 1993 var han bosatt i São Paulo. Han visade tidigt intresse för konst, gick på konstskola 1977-1980 och deltog i sin första grupputställning 1979. Leonilson ingick i konstnärsgruppen Geração 80 (Generation 80). 
Första separatutställningen skedde i Madrid 1981. Nästa år återvände han till Europa där han deltog i flera utställningar. Han intryck av konstnärer som Eva Hesse, Blinky Palermo, Paul Klee och den italienska transavanguardia-rörelsen med dess figurativa konst i expressiva färger. Detta var en sorts neoexpressionistisk rörelse som opponerade mot den då vanliga konceptkonsten. 
En utställning 1986 med textilt hantverk skapat av den amerikanska Shaker-rörelsen gjorde stort intryck på Leonilson och påverkade hans skapande, både tekniskt och tematiskt. Han hade redan tidigare närt en fascination för mode och textil, men sömnad och broderi fick nu en större plats (han var son till en tyghandlare och hade ofta sett sin mor brodera). Det samhällsengagemang som funnits i hans konst med kritik av traditionella könsroller, diskriminering av homosexuella och av klyftan mellan rika och fattiga, kom att övergå i mer existentiella eller andliga perspektiv. När han själv drabbades av aids 1991 blev denna förändring ännu tydligare.
När Leonilson dog 1993 var han känd i Brasilien som en av samtidens viktigaste konstnärer. Även om han ställt ut både i Europa (han medverkade bland annat i utställningen Viva Brasil Viva på Liljevalchs konsthall i Stockholm 1991) och USA var han tämligen okänd utanför Brasilien. En stiftelse, Sociedade Amigos do Projeto Leonilson, bildades redan 1993 med uppgift att samla och sprida kunskap om hans verk och dess betydelse. Med tiden har intresset för hans konst ökat också utomlands. 2017 visades femtio verk från hans senare år i New York, utställningen Empty Man, och 2021 visas Leonilson – Drawn:1975-1993, på tre platser i Europa, bland annat Malmö konsthall.
Leonilson är bland annat representerad vid Museum of Modern Art i New York och Tate Modern i London.